# 比戈尔地区拉巴斯唐斯
比戈尔地区拉巴斯唐斯（法語：Rabastens-de-Bigorre，法語發音：[ʁabastɛ̃s də biɡɔʁ]），法国西南部市镇，位于奥克西塔尼大区上比利牛斯省，隶属于塔布区，其市镇面积为8.93平方公里，2022年1月1日时人口数量为1,464人，在法国城市中排名第7,252位。
比戈尔地区拉巴斯唐斯位于上比利牛斯省北部，毗邻热尔省，是一个区域性的中心市镇，法国国道N21线和多条公路在此交汇。

## 地名来源
“Rabastens”一名出自领主拉巴斯唐斯的纪尧姆（Guillaume de Rabastens）；“-de-Bigorre”一名则自1962年起成为当地官方名称的一部分。
比戈尔地区拉巴斯唐斯所处区域历史上曾通行奥克语，“Rabastens-de-Bigorre”对应的奥克语拼写为“Rabastens de Bigòrra”。
此外，因翻译标准不同，“Rabastens-de-Bigorre”在部分中文资料中又被译为拉巴斯唐-德比戈尔。

## 历史

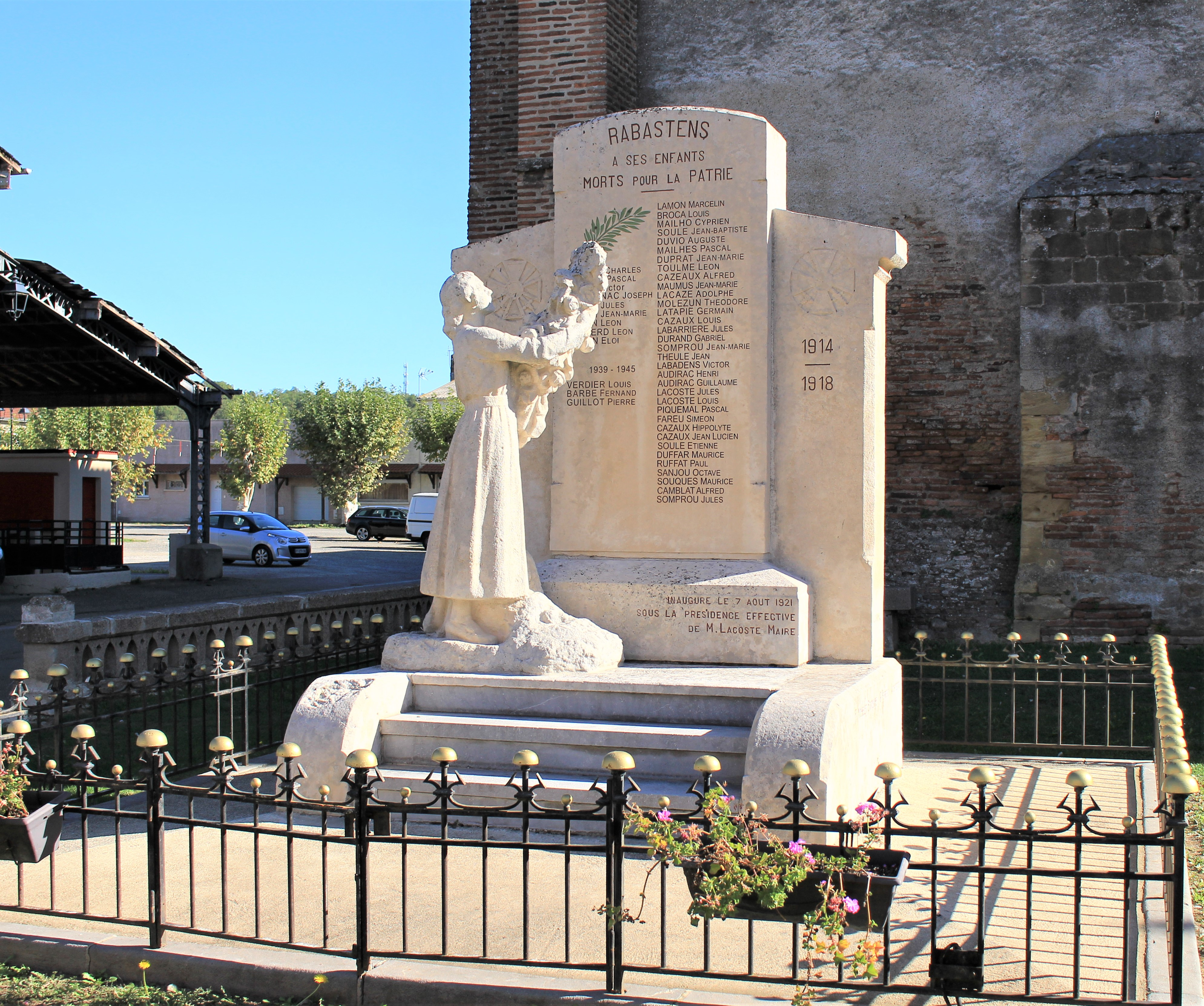
战争烈士纪念碑

比戈尔地区拉巴斯唐斯的早期历史尚不清楚。根据当地官方网站的论述，来自拉巴斯唐斯的领主纪尧姆于1306年2月13日在此地修建了一座城池，此后当地又出现了哥特式的教堂。宗教战争期间，拉巴斯唐斯曾被纳瓦拉新教徒控制，法兰西皇室元帅布莱斯·德·蒙吕克于1570年7月攻占了拉巴斯唐斯。1594年，拉巴斯唐斯在一场战斗中被烧毁。法国大革命后，比戈尔地区拉巴斯唐斯成为上比利牛斯省的一个市镇。1801年，埃斯孔多曾整体并入拉巴斯唐斯，后于1845年再次分离成为独立市镇。途径拉巴斯唐斯的博南孔特尔—比戈尔地区维克铁路于1869年全线建成通车，后于1971年部分关闭。

## 地理

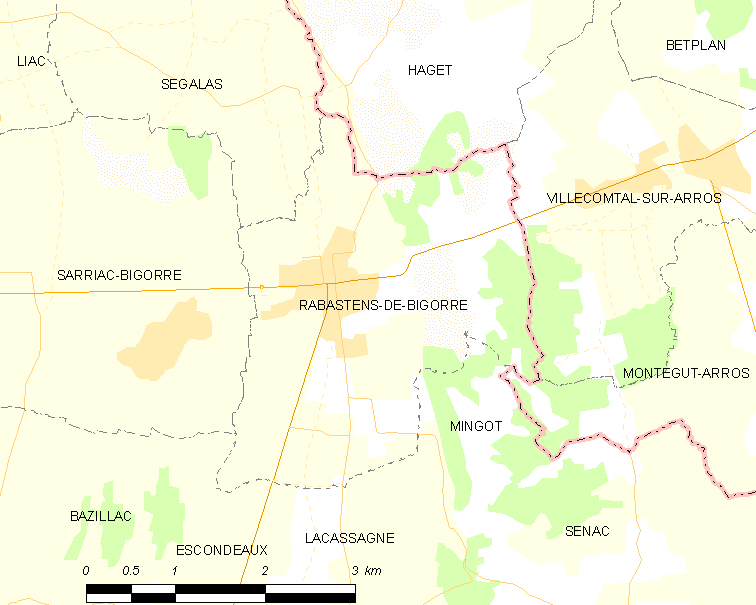
比戈尔地区拉巴斯唐斯市镇范围地图

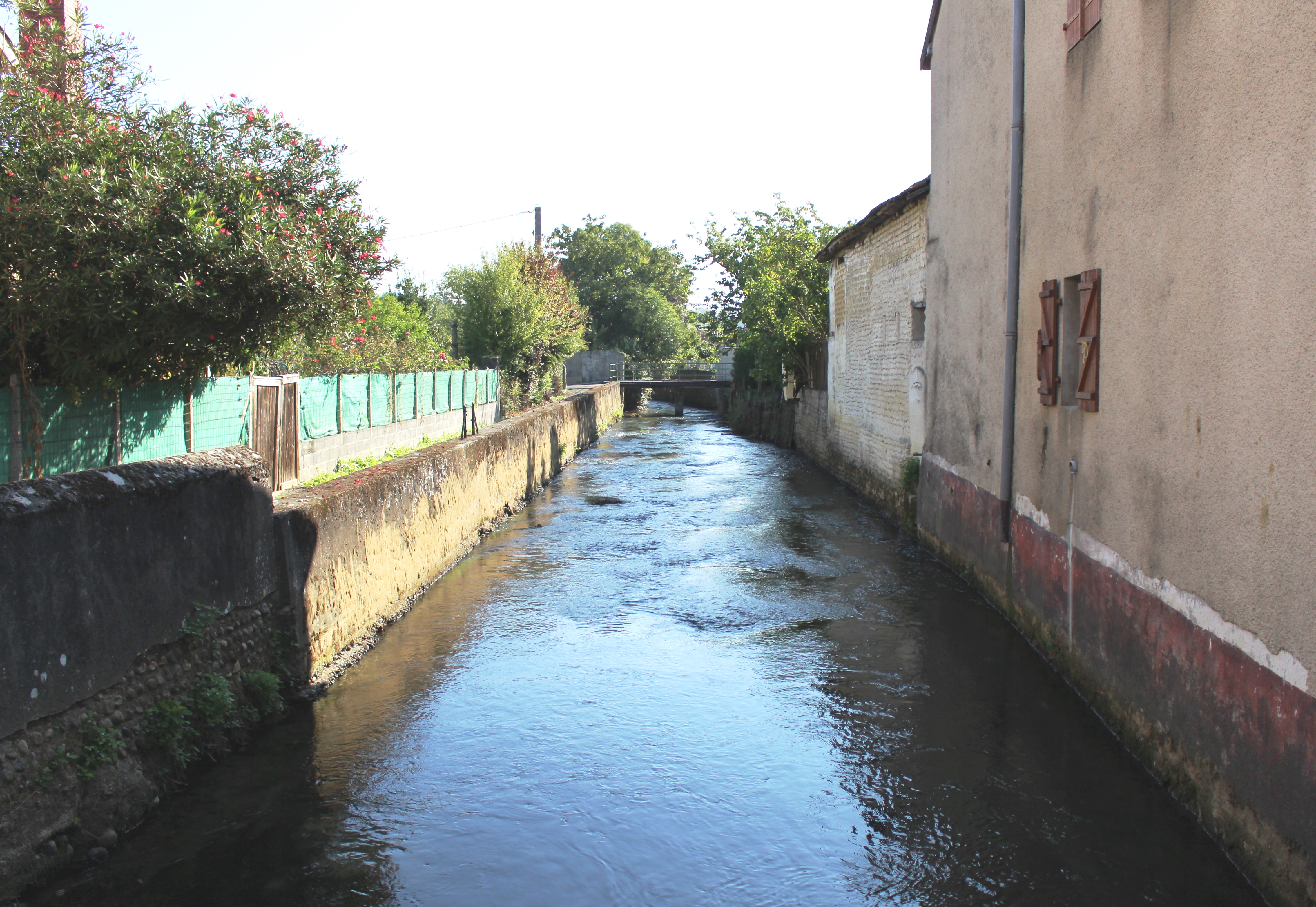
阿拉里克运河

比戈尔地区拉巴斯唐斯位于法国西南部，奥克西塔尼大区西南部和上比利牛斯省北部，距离省会塔布大约19公里。与比戈尔地区拉巴斯唐斯接壤的市镇包括：塞加拉、阿热、阿罗斯河畔维勒孔塔勒、萨里亚克比戈尔、巴济亚克、埃斯孔多、蒙泰居阿罗斯、拉卡萨涅和曼戈。

### 地形
比戈尔地区拉巴斯唐斯位于阿基坦盆地南部，比戈尔地区北部边缘，境内以平原为主，市镇中心位于一处地势平坦的台塬上，东侧为斜坡，全境海拔在191到280米之间。

### 水文
比戈尔地区拉巴斯唐斯位于阿杜尔河流域范围内，埃斯泰乌斯河自南向北流经市镇范围东部，人工开凿的阿拉里克运河流经镇中心。

### 植被
比戈尔地区拉巴斯唐斯属于温带阔叶混交林区，林地多分布于市镇范围东部的坡地地区。
在鲜花城市的评比中，比戈尔地区拉巴斯唐斯暂未被评级。

### 气候
比戈尔地区拉巴斯唐斯在柯本气候分类法中属于带有地中海特征的温带海洋性气候（Cfb），自21世纪以来，受全球气温变暖等因素的影响，当地气候开始出现一定的亚热带特征。

## 行政区划
比戈尔地区拉巴斯唐斯的市镇编号为65375，邮政编号为65140。
在行政管理方面，比戈尔地区拉巴斯唐斯隶属于法国奥克西塔尼大区上比利牛斯省塔布区；在地方选举方面，比戈尔地区拉巴斯唐斯隶属于阿杜尔河谷-吕斯唐-马迪拉奈县，其市镇范围全境被划入上比利牛斯省第二选区；在社会管理方面，比戈尔地区拉巴斯唐斯是阿杜尔-马迪朗市镇公共社区的组成部分。
截至2023年9月，比戈尔地区拉巴斯唐斯市镇范围内暂无任何城市敏感街区及城市政策优先街区。
法国国家统计与经济研究所（简称）在进行数据统计时，未将比戈尔地区拉巴斯唐斯划入任何城市核心区（Unité urbaine）及城市区（Aire urbaine）。自2020年起，比戈尔地区拉巴斯唐斯被划入包含153个市镇的塔布城市辐射区。此外，还将比戈尔地区拉巴斯唐斯市镇整体看作一个“块区”（IRIS），以便于统计人口分布情况。

## 交通

### 公路
法国国道N21线和上比利牛斯省省道D5线、D6线、D206线和D934线在比戈尔地区拉巴斯唐斯境内交汇。奥克西塔尼大区城际客运931线（欧什—塔布）经停比戈尔地区拉巴斯唐斯。
2019年，72.4%的比戈尔地区拉巴斯唐斯家庭拥有至少一辆私人汽车。2021年，比戈尔地区拉巴斯唐斯境内共发生各类交通事故1起，造成1人受伤。
| 13 | 21 |

| 塔布 | 19 |

| 欧什 | 52 |

| 维勒孔塔勒 | 4 |

### 铁路

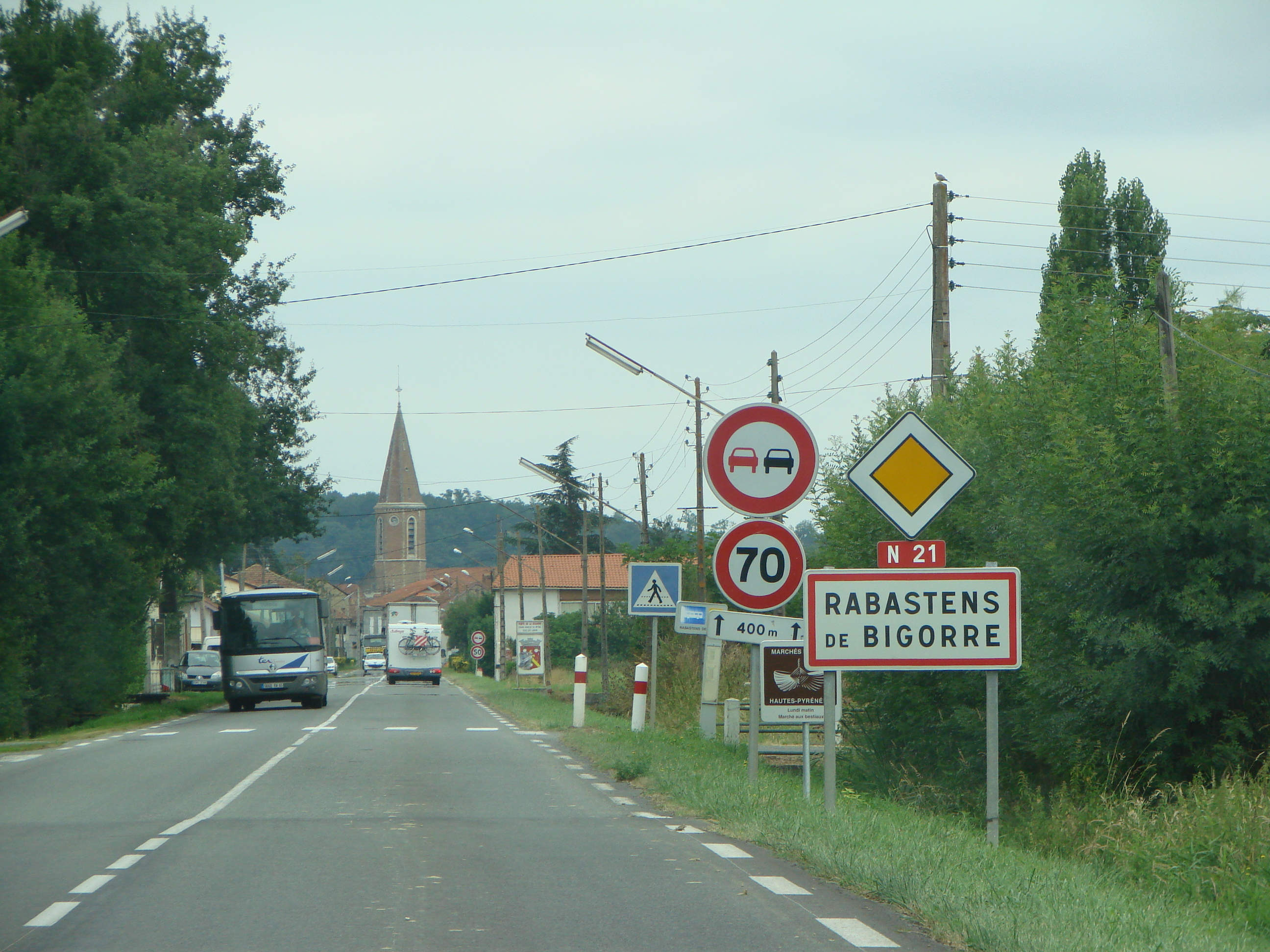
国道N21线比戈尔地区拉巴斯唐斯段

比戈尔地区拉巴斯唐斯位于博南孔特尔—比戈尔地区维克铁路上，该铁路欧什以南的路段已于1972年废弃。
距离比戈尔地区拉巴斯唐斯最近的运营中的客运铁路车站为19公里外的塔布站，该站停靠巴黎的高速列车以及前往图卢兹、波城、巴约讷及波尔多等地的城际或区域列车。

### 航空
距离比戈尔地区拉巴斯唐斯最近的民用航空站为29公里外的塔布-卢尔德机场。

### 城市公共交通
截至2023年9月，比戈尔地区拉巴斯唐斯暂无城市公共交通系统。

## 政治

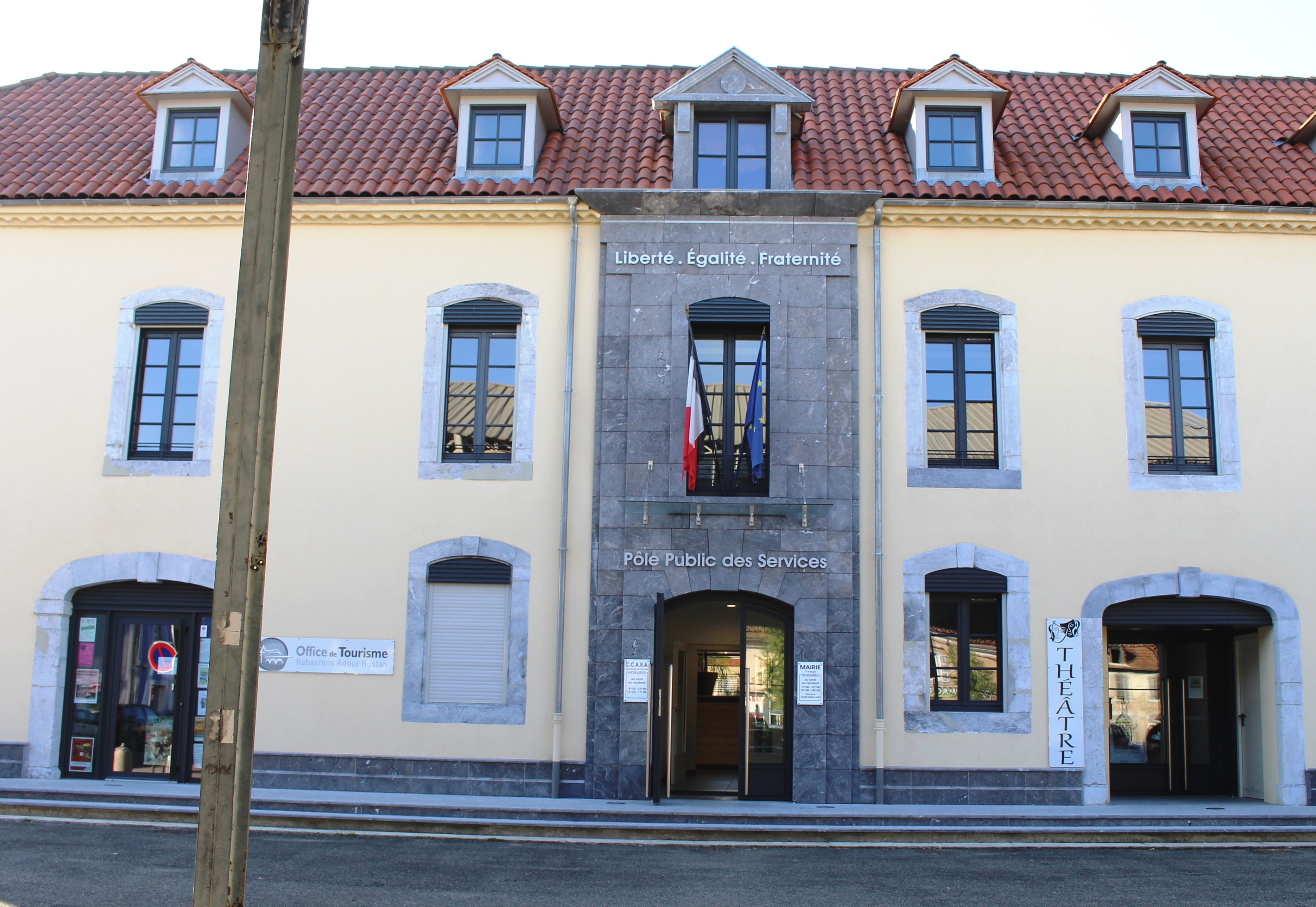
比戈尔地区拉巴斯唐斯市政厅

比戈尔地区拉巴斯唐斯的现任市长为韦罗妮克·蒂罗女士（Véronique THIRAULT），她是一名无党派人士，在2020年的市政选举中获得了52.81%的支持率。
在2022年的法国总统大选中，法国极右翼政党国民阵线主席玛丽娜·勒庞在比戈尔地区拉巴斯唐斯获得了55.47%的支持率。

## 人口
2020年，比戈尔地区拉巴斯唐斯市镇人口数量为1,443，在法国排名第7,252位。其中男性672人，女性775人，75岁及以上人口占14.3%，外籍人口数量为32人，人口密度为162人/平方公里，当地居民被称为（男性）或（女性）。2020年，比戈尔地区拉巴斯唐斯境内出生8人，死亡人口45人。
| 比戈尔地区拉巴斯唐斯1901年－2020年人口变化情况 |
|                                                |
| 数据来源：Cassini、INSEE                       |

## 经济

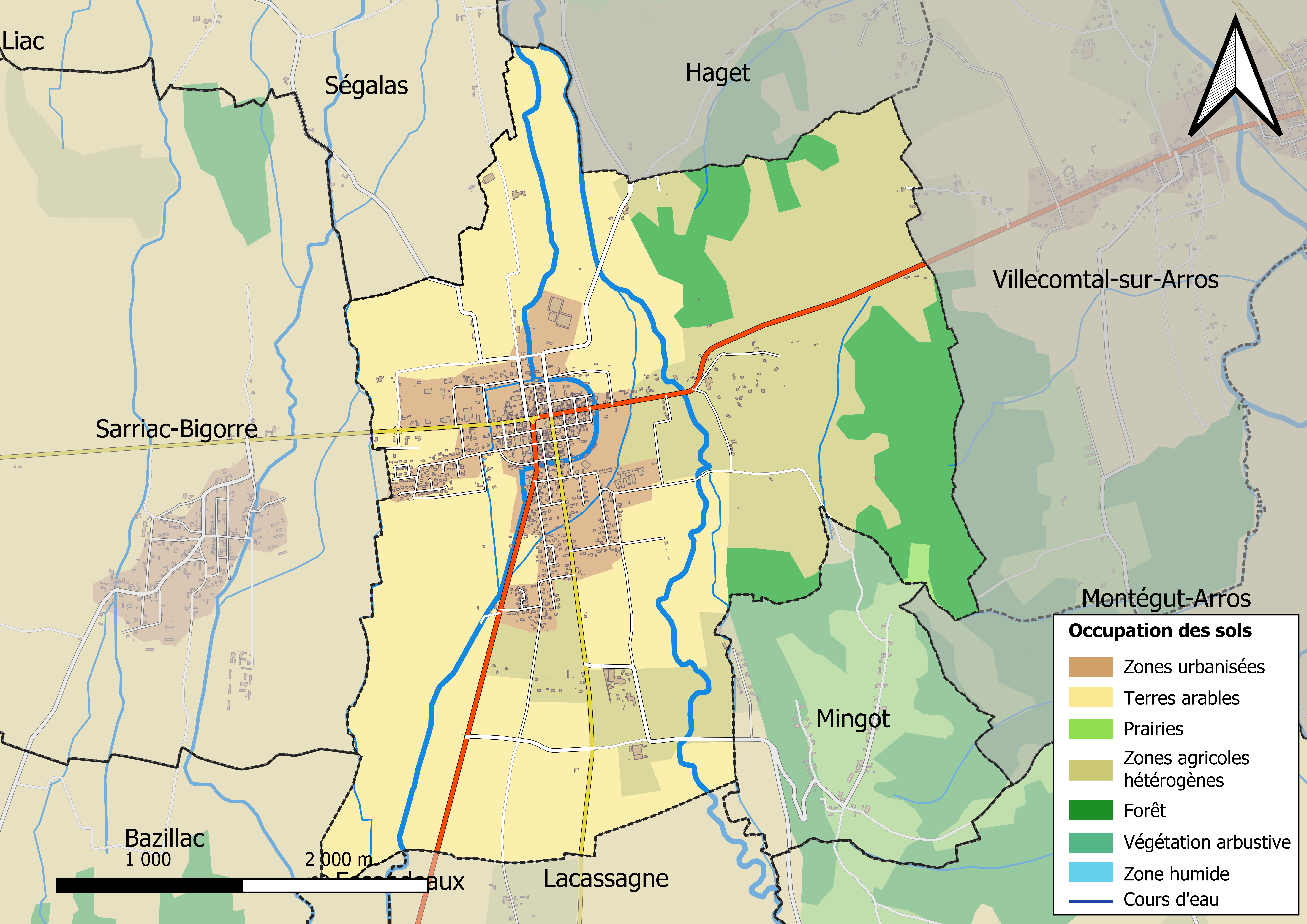
比戈尔地区拉巴斯唐斯土地利用情况地图

比戈尔地区拉巴斯唐斯是一个区域性的中心市镇。截至2023年9月，比戈尔地区拉巴斯唐斯市镇范围内共有各类用人单位（包含自雇）265家，平均历史为19年，均为中小型企业（PME），2023年7月至9月间，当地的经济活力指数为0。（零售）、（五金销售）及（房屋管理）是当地2021年营业额最高的三个企业，分别为5,330,968欧元、1,972,800欧元和130,453欧元。

## 财政与居民收入
2021年，比戈尔地区拉巴斯唐斯的财政收入总额为1,123,510欧元，财政支出总额为868,090欧元，当年的债务总额为1,787,770欧元。2021年，比戈尔地区拉巴斯唐斯市镇通过增值税获得185,970欧元的收入，此外当地还共获得了301,380欧元的国家直接财政补助。
2019年，比戈尔地区拉巴斯唐斯的人均月收入总额为1,690欧元，低于法国平均水平（2,303欧元）。
2020年，比戈尔地区拉巴斯唐斯境内的青壮年（15至64岁）失业率为15.2%；2022年，当地31.1%的家庭拥有纳税资格，平均纳税1,693欧元，低于法国平均水平（4,393欧元）。

## 社会事务

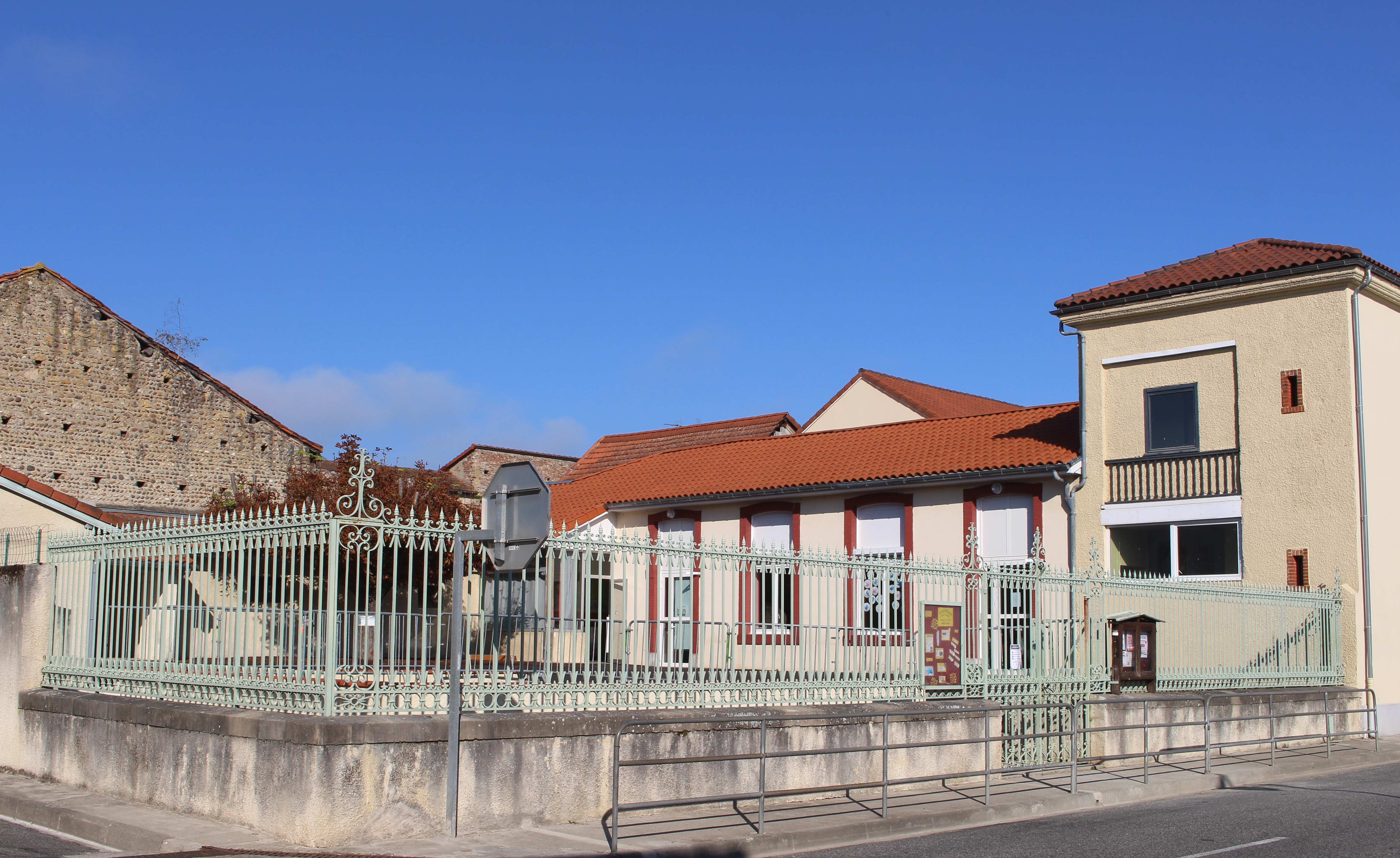
比戈尔地区拉巴斯唐斯的一所学校

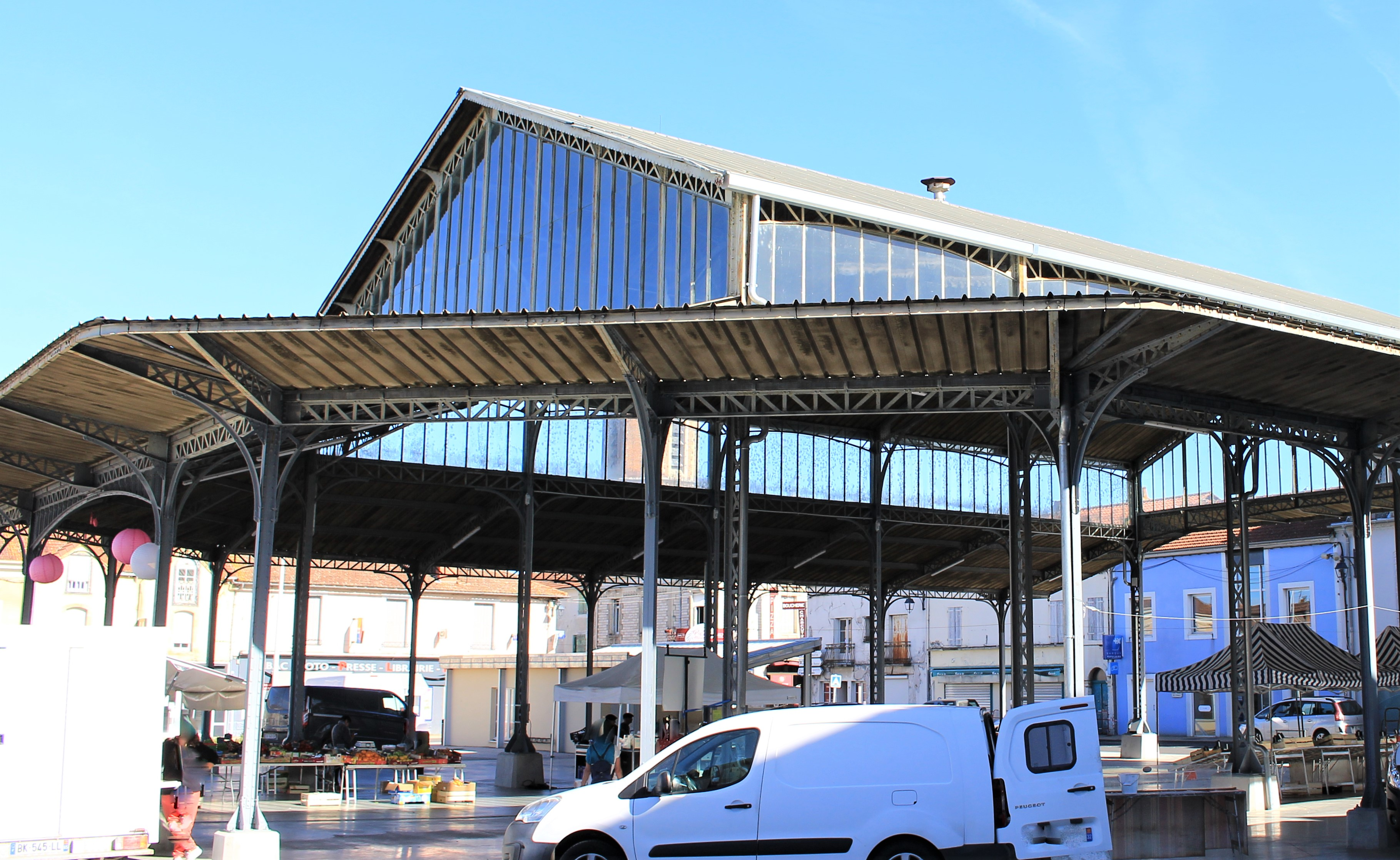
集市大堂

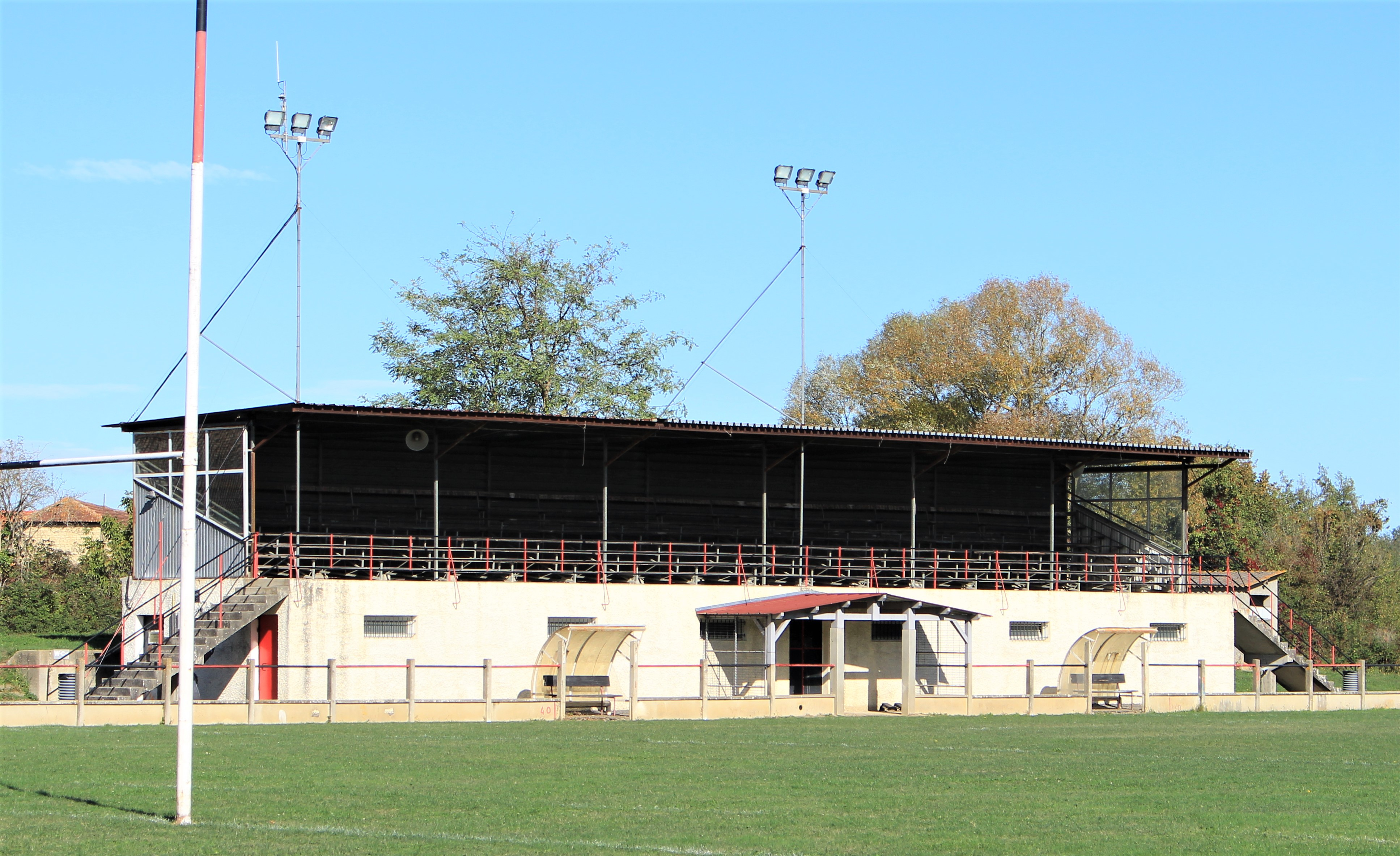
橄榄球场

### 教育
比戈尔地区拉巴斯唐斯属于图卢兹学区。截至2021年1月1日，比戈尔地区拉巴斯唐斯境内共有1所小学。

### 医疗
截至2021年1月1日，比戈尔地区拉巴斯唐斯境内共有全科医生4名、保健师4名、牙医1名、护士13名、药房2家。
距离比戈尔地区拉巴斯唐斯最近的区域性医疗机构为塔布-卢尔德中心医院（Centres Hospitaliers Tarbes Lourdes），该院下属的老年病区位于比戈尔地区维克，距离比戈尔地区拉巴斯唐斯市区的正常车程大约12分钟，该院设有床位382个，是当地规模最大的老年病医院。

### 住房
2019年，比戈尔地区拉巴斯唐斯境内共有各类住房769套，其中78.0%为独立式居民区，21.1%为集中式居民区。常住房屋占比戈尔地区拉巴斯唐斯市镇范围内居民建筑总量的81.7%。
在住房保障政策方面，2021年，比戈尔地区拉巴斯唐斯境内共有178户家庭获得了住房经济补助，受益人数占总人口数量的12.3%，其中168份为房租补助。

### 商业
2021年，比戈尔地区拉巴斯唐斯境内共有各类实体商铺47家，其中餐厅4家、大型超市1家、面包房3家、肉铺1家、装饰品店1家、银行门店1家、美容美发店3家、汽车维修店6家。

### 体育
2021年，比戈尔地区拉巴斯唐斯境内共有1处马术场和1处橄榄球场。
截至2023年9月，比戈尔地区拉巴斯唐斯境内暂无任何注册足球俱乐部。
拉巴斯唐斯橄榄球俱乐部（Rabastens XV rugby）是当地的一支业余橄榄球俱乐部，成立于2022年，其主队2023至2024赛季参加上比利牛斯省橄榄球联赛（法国第11级别）。

### 环境
比戈尔地区拉巴斯唐斯的环境事务由其所属的阿杜尔-马迪朗市镇公共社区联合各级政府协调负责。2021年，比戈尔地区拉巴斯唐斯境内暂无污染企业。

### 治安
2021年，比戈尔地区拉巴斯唐斯市镇范围内有1处宪兵队。
比戈尔地区拉巴斯唐斯及其附近的共224个市镇是塔布国家宪兵队（zone gendarmerie de Tarbes）的管辖范围。2020年，该宪兵队累计记录各类案件1,669起，其中盗窃类案件710起，经济类案件319起，毒品交易类案件161起。

## 文化

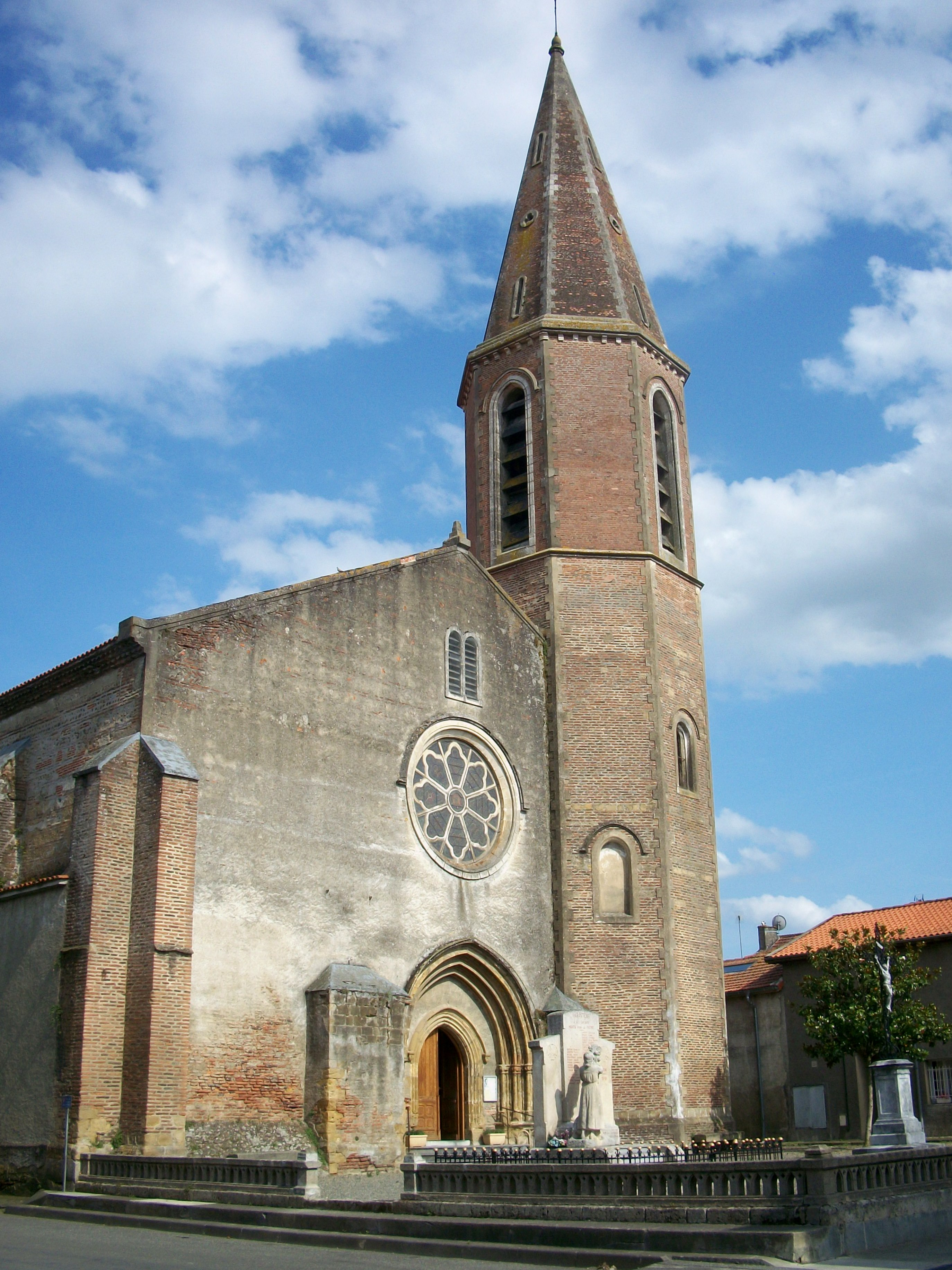
圣路易教堂

2021年，比戈尔地区拉巴斯唐斯境内暂无任何文化设施。比戈尔地区拉巴斯唐斯境内建有多媒体中心，每周三、六向公众开放。

### 建筑
比戈尔地区拉巴斯唐斯境内有多处历史建筑，其中镇中心的圣路易教堂（Église Saint-Louis de Rabastens-de-Bigorre）为法国国家文物保护单位。

### 旅游
比戈尔地区拉巴斯唐斯的旅游事务由其所属的阿杜尔-马迪朗市镇公共社区负责。2022年，比戈尔地区拉巴斯唐斯境内有1个露营地，可容纳共33辆露营车。

### 媒体
法国主要的媒体均可在比戈尔地区拉巴斯唐斯接收，法国电视三台下属的奥克西塔尼大区频道在部分时段播出比戈尔地区拉巴斯唐斯所在上比利牛斯省的地方新闻。《南部追寻》、《比利牛斯新共和国报》、蓝色法兰西贝阿恩-比戈尔广播等是当地主要的地方性媒体。

## 友好城市
截至2023年9月，比戈尔地区拉巴斯唐斯暂未建立任何友好城市关系。